# Zero elevado a zero
A avaliação de zero elevado a zero é um problema matemático cuja resposta, por convenção, é 1. No entanto, este resultado é sempre envolto em alguma polémica devido a diferentes áreas da matemática (como Cálculo) usarem raciocínios matemáticos diferentes que assim conduzem a resultados diferentes: ou 1 ou o que se chama de forma indeterminada. Matemáticos como Euler e Cauchy pesquisaram o problema, concluindo que a existir a resposta esta teria de ser 1, mas sem uma resposta única sendo obtida para todos os casos.

## Resultado 1
Para identidades matemáticas, por convenção, a expressão {\displaystyle 0^{0}} é considerada como sendo igual a {\displaystyle 1}.
Partindo do princípio de que
{\displaystyle n^{a+b}=n^{a}.n^{b}},
segue-se o cálculo de {\displaystyle n^{0}}, no qual, para {\displaystyle a=0} e qualquer {\displaystyle n} e {\displaystyle b} não nulos,
{\displaystyle n^{0+b}=n^{0}.n^{b}}
{\displaystyle n^{b}=n^{0}.n^{b}}.
Sendo {\displaystyle n} e {\displaystyle b} não nulos, {\displaystyle n^{b}} também não será nulo, o que, simplificando o resultado acima, {\displaystyle n^{0}=1}, de forma a manter a lei fundamental acima.
Outra forma de entender o cálculo, é de que
{\displaystyle n^{a-a}=n^{a}.n^{-a}}
{\displaystyle n^{0}={\frac {n^{a}}{n^{a}}}},
e portanto, {\displaystyle n^{0}=1}. Nos cálculos acima, porém, {\displaystyle n\neq 0}. Por conveniência, adota-se que {\displaystyle 0^{0}=1}, seguindo-se desse cálculo, para uso em identidades como o binômio de Newton.

## Resultado de forma indeterminada
A expressão {\displaystyle 0^{0}} é uma das formas indeterminadas do Cálculo, a qual é obtida ao analisarmos o limite {\displaystyle \lim _{x\to 0}f(x)^{g(x)}} quando {\displaystyle \lim _{x\to 0}f(x)=\lim _{x\to 0}g(x)=0}. Embora não haja razão para supor que uma forma indeterminada, que versa sobre o limite, seja igual ao valor exato do número {\displaystyle 0} elevado ao número {\displaystyle 0}, muitos matemáticos desejam que haja essa concordância, justificando assim que o número {\displaystyle 0^{0}} não deva ser definido.